# Daniel Edwin Rutherford
Daniel Edwin Rutherford (* 4. Juli 1906 in Stirling; † 9. November 1966 in St Andrews) war ein britischer Mathematiker, der sich mit Algebra beschäftigte.

## Leben und Wirken
Rutherford studierte an der University of St Andrews (Master-Abschluss 1928) bei Herbert Turnbull und ging dann nach Amsterdam, wo er bei Roland Weitzenböck promovierte. Die Dissertation erschien 1932 als „Modular Invariants“ in den Cambridge Tracts (Neuauflage 1964). Danach war er Assistant Lecturer an der University of Edinburgh und danach an der University of St Andrews, wo er ab 1934 als Lecturer die Abteilung Angewandte Mathematik aufbaute. 1949 erhielt er einen Doktortitel (D.Sc.), wurde 1952 Reader in St Andrews und 1964 Professor (Gregory Chair of Applied Mathematics). Sein Hauptarbeitsgebiet war Algebra und speziell die Darstellungstheorie der symmetrischen Gruppe (mit den Young-Tableaux von Alfred Young), dargestellt in seinem Buch „Substitutional Analysis“ (1948). Er schrieb auch Bücher über Vektorrechnung und Hydrodynamik (er untersuchte u. a. numerische Verfahren für die Hydrodynamik).
1934 wurde er Mitglied der Royal Society of Edinburgh, deren Keith-Preis er erhielt.